# A fiúk a kocsmába mentek
A fiúk a kocsmába mentek az LGT utolsó, 2002-es albuma. A visszatérő nagylemezük, az 1997-es 424 – Mozdonyopera után 1999-ben kétszázezer néző előtt tartottak koncertet a budapesti Felvonulási téren a Westel Kapcsolat Nap keretében.
2002-ben, mielőtt nyáron a Óbudai-szigeten LGT-fesztivált tartottak volna, április 30-án megjelentették új albumukat, mely hamarosan aranylemez lett.

## Az album dalai
1. A mi kocsmánk (Presser Gábor)
2. De jó lenne észnél lenni (Presser Gábor – Sztevanovity Dusán)
3. Visszamenni nem tudok (Presser Gábor – Sztevanovity Dusán)
4. Megjött Moszkvából a csomag (Presser Gábor)
5. Nem olyan könnyű (Presser Gábor)
6. Nem felejtem el sosem (Presser Gábor – Sztevanovity Dusán)
7. Mikor leszek a tiéd (Presser Gábor)
8. Én úgy emlékszem (Presser Gábor)
9. Miért fáj úgy (Presser Gábor – Sztevanovity Dusán)
10. Mindent megtennék (Presser Gábor)
11. Magyarország (Presser Gábor – Sztevanovity Dusán)

## Közreműködők
- Karácsony János
- Presser Gábor
- Solti János
- Somló Tamás
- Sztevanovity Dusán – dalszövegek